# Bahnhof Napoli Mergellina

Der Bahnhof Napoli Mergellina ist ein ehemaliger Bahnhof und heute Haltepunkt in der süditalienischen Großstadt Neapel, auf der Bahnstrecke Villa Literno–Napoli Gianturco.

## Geschichte
Der damalige Bahnhof Chiaia wurde am 20. September 1925 mit dem ersten Teilstück der Bahnstrecke Villa Literno–Napoli Gianturco in Betrieb genommen.
1927 erhielt er die neue Bezeichnung Napoli Mergellina.
Ab dem 27. März 2017 ist er betrieblich ein einfacher Haltepunkt.

## Verkehr
Der früher wichtige Fern- und S-Bahnhof wird seit 2009 ausschließlich von den S-Bahn-Zügen der Linie 2 bedient.

## U-Bahnhof

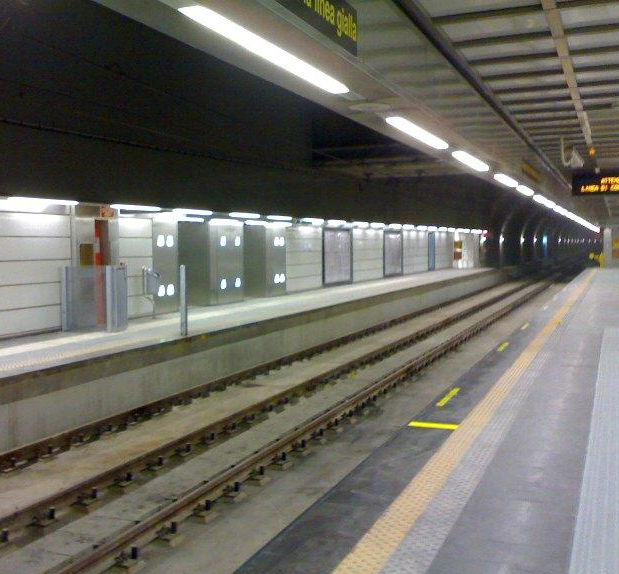
U-Bahnhof Mergellina

Unterirdisch befindet sich der Bahnhof der U-Bahn-Linie 6.

## Anbindung
| Linie   | Verlauf |
| ------- | --- |
| Linie 2 | Pozzuoli Solfatara – Bagnoli-Agnano Terme – Cavalleggeri Aosta – Campi Flegrei – Piazza Leopardi – Mergellina – Piazza Amedeo – Montesanto – Piazza Cavour – Piazza Garibaldi – Gianturco – San Giovanni-Barra |
| Linie 6 | Municipio – Chiaia – San Pasquale – Arco Mirelli – Mergellina – Lala – Augusto – Mostra |